# مايك نونان
مايك نونان (بالإنجليزية: Mike Noonan)‏ هو لاعب كرة قدم ومدرب كرة قدم أمريكي في مركز الوسط، ولد في 30 يونيو 1961 في الولايات المتحدة. لعب مع Fort Wayne Flames ‏.